# Pajala kyrka
Pajala kyrka är en kyrkobyggnad i Pajala i Luleå stift. Den är församlingskyrka i Pajala församling.

## Kyrkobyggnaden
Kyrkan står på ett högt krön i östra delen av Pajalas tätort vid Torne älv.
Nuvarande träkyrka uppfördes 1797 som brukskyrka i Kengis omkring en halvmil österut. 1869 - 1871 flyttades kyrkan till Pajala. Den utgjordes då av nuvarande sakristia och de båda sidoskeppen. Den byggdes om efter ritningar av arkitekt Ludvig Hedin och under ledning av byggmästare A. Jonsson. Man byggde då till ett torn och en korsarm vid södra långsidan. Kyrkan fick därmed en T-formad planlösning. År 1871 stod kyrkan klar i den storlek den har idag.

Vid restaurering 1970-1971 byggdes en del av västra sidoskeppet om till kyrksal och serveringslokal. Även östra sidoskeppet minskades. Ytterligare en renovering gjordes 1997.

## Inventarier
- Altartavlan föreställer Jesus välsignar barnen och är målad 1942 av Västerbottenskonstnären Torsten Nordberg.
- Predikstolen har stått i Kengis kyrka då Lars Levi Laestadius predikade där. I botten på den står 1666. När kyrkan i Kengis flyttades till Pajala ställdes denna predikstol undan. Den togs inte i bruk förrän efter restaureringen 1936.
- Dopfunten är en gåva från kyrkliga syföreningen vid kyrkans återöppnande 1971. En dopfunt från 1943 förvaras i västra kyrksalen.
- Fialer har restaurerats och har 1997 åter tagits in i kyrksalen.
- Orgeln är byggd på Grönlunds i Gammelstad 1985. Orgelläktaren tillkom redan 1885.
- Mässhake med svart botten och silverkanter och symbol. Den har varit i bruk i Kengis kyrka. På baksidan står årtalet 1831 angivet.
- I Pajala kyrka finns tre Kyrkklockor. Den äldsta är från 1700-talet. Den stora klockan är gjuten 1951.

## Galleri

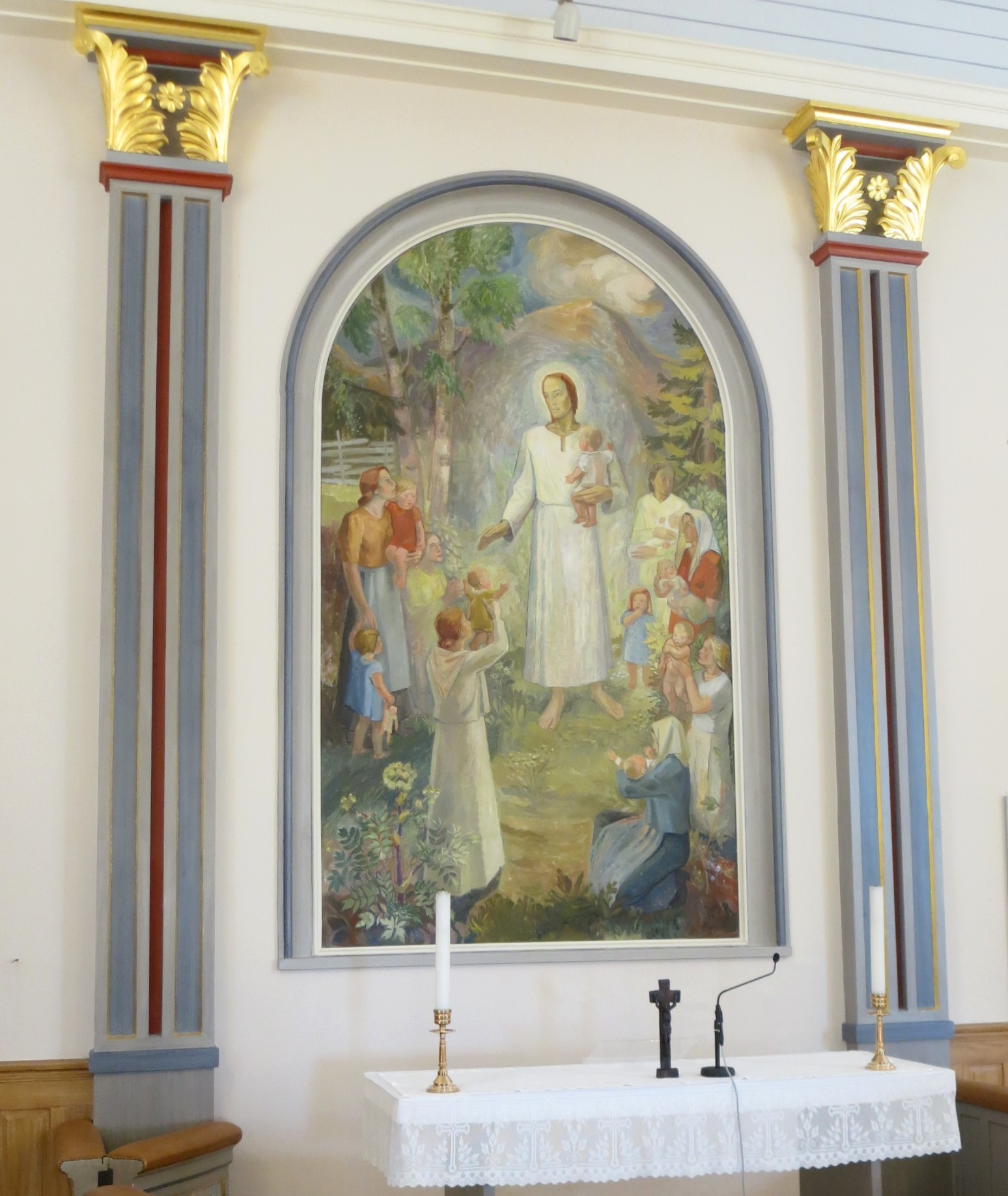
Altartavla
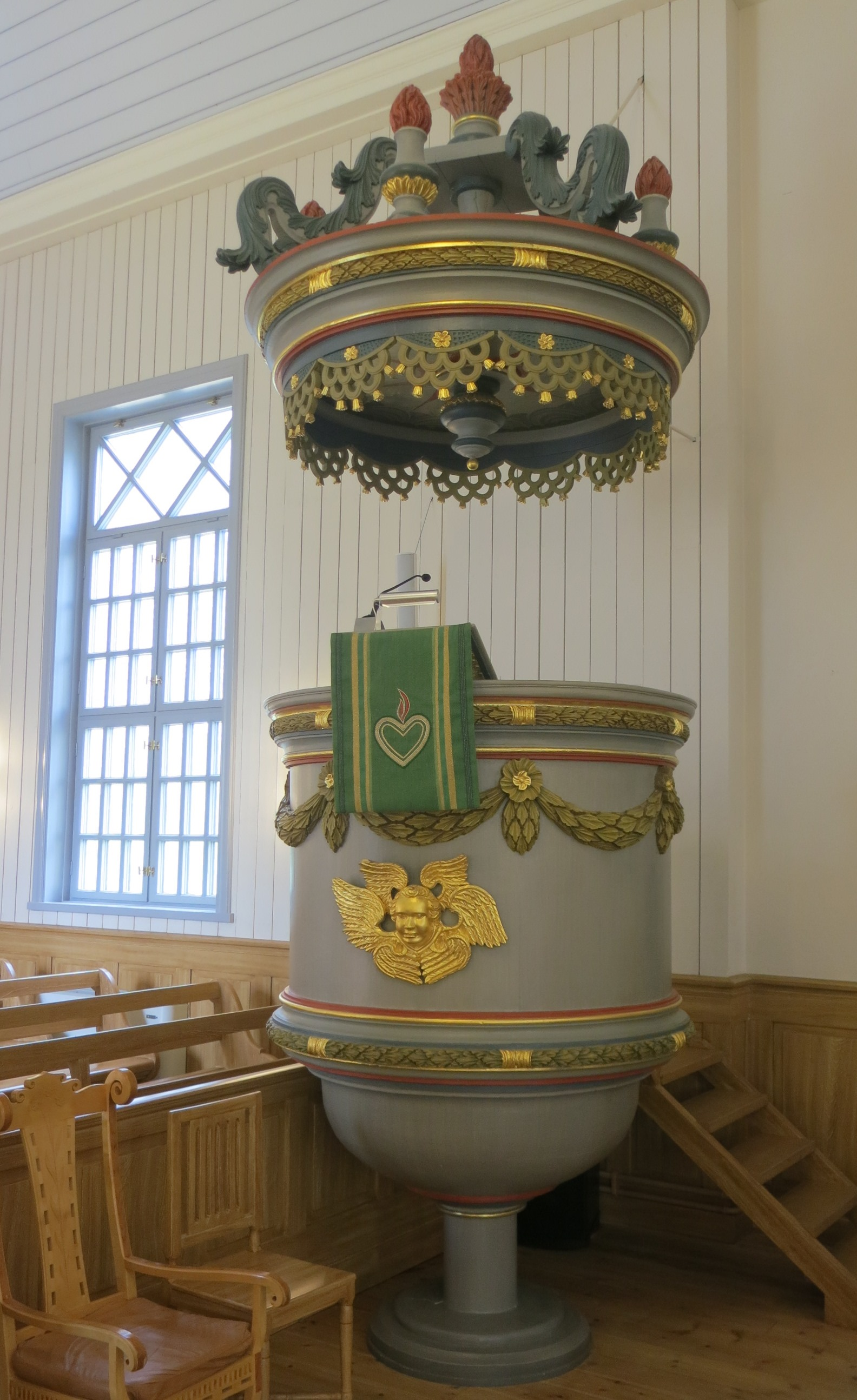
Predikstol
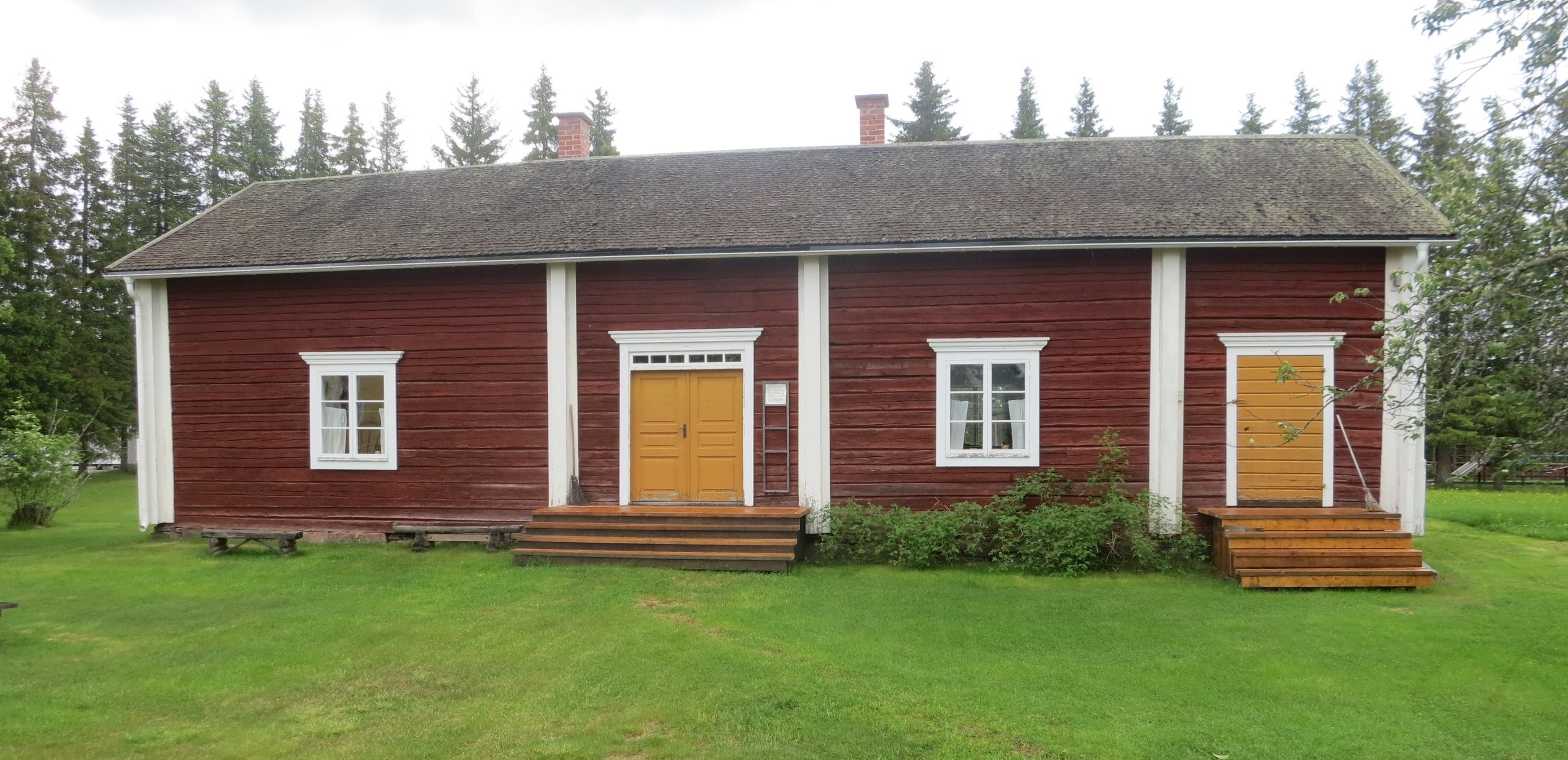
Læstadiuspörtet i Pajala
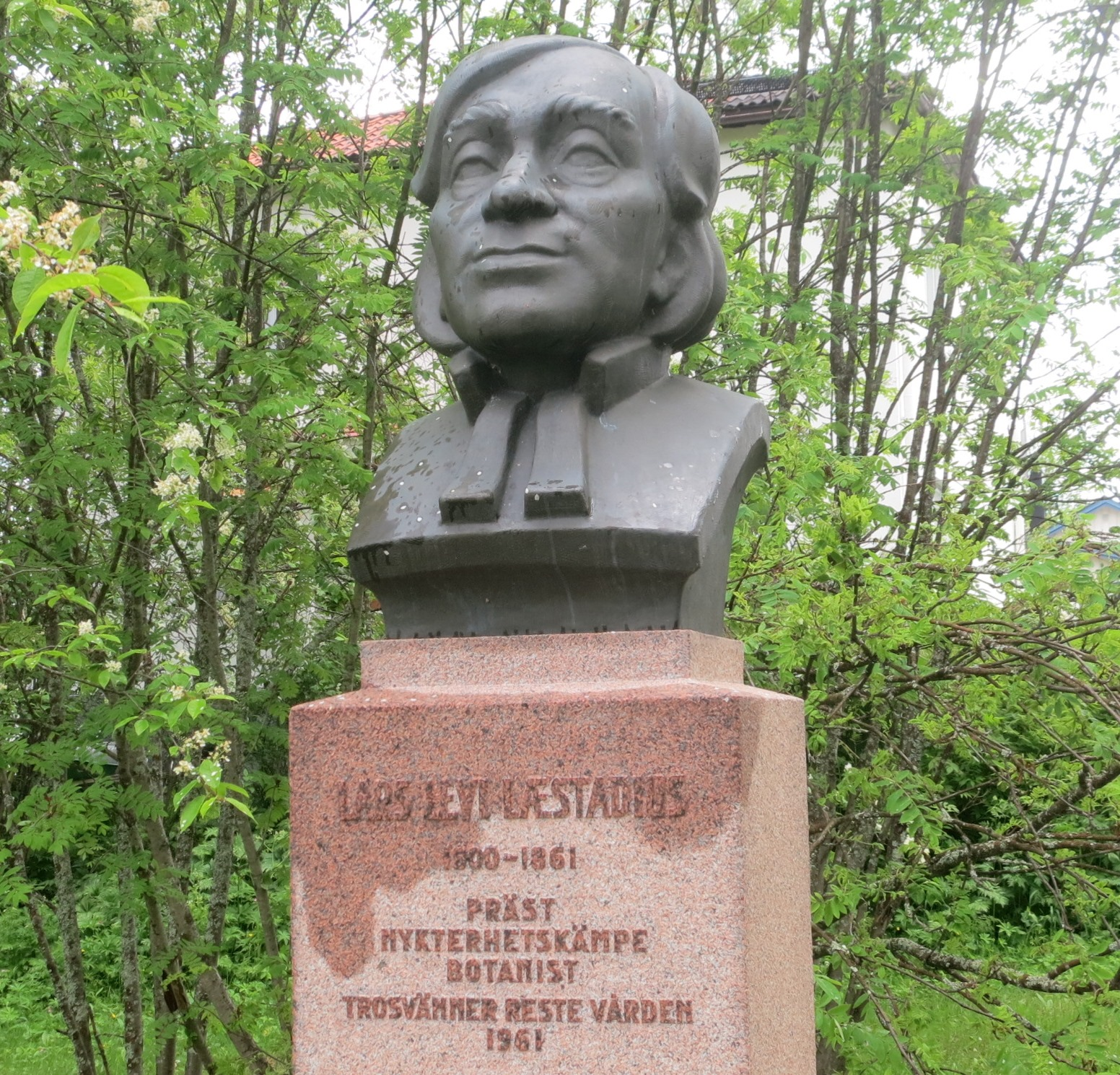
Lars Levi Læstadius, byst i Pajala

### Fotnoter
1. ↑  ”Pajala kyrka”. Svenska kyrkan. https://www.svenskakyrkan.se/pajala/pajala-kyrka. Läst 18 september 2016.